# Thunbergia mechowii
Thunbergia mechowii är en akantusväxtart som beskrevs av Gustav Lindau. Thunbergia mechowii ingår i släktet thunbergior, och familjen akantusväxter. Inga underarter finns listade i Catalogue of Life.